# Geoglossaceae
Geoglossaceae é uma família de fungos no filo Ascomycota. Era anteriormente definida por 6 géneros e 48 espécies. As sequências de ADN mostraram que os géneros com esporos claros ou coloridos e estruturas sexuais pertencem em Leotiomycetes. Os restantes géneros com esporos escuros e estruturas sexuais são parentes distantes e passaram a ser incluídos numa nova classe Geoglossomycetes e ordem Geoglossales. Estes fungos vivem no solo ou entre vegetação em decomposição. São geralmente pequenos, pretos, e em forma de bastão com altura de 2–8 cm. Podem por vezes ser encontrados cobertos com esporos brancos. É necessário um microscópio para identificá-los.